# Mark Rypien
Mark Robert Rypien (2 de setembro de 1962, Calgary, Alberta) é um ex-jogador profissional de futebol americano canadense da National Football League. Rypien foi o primeiro quarterback do Canadá a jogar como profissional nos Estados Unidos. Ele que foi campeão da temporada de 1991 da NFL jogando pelo Washington Redskins.

## Números da carreira
| Ano   | Time                | Jogos | Titular | Ten   | Com   | Pct   | Jardas | TD  | Int | Rating |
| ----- | ------------------- | ----- | ------- | ----- | ----- | ----- | ------ | --- | --- | ------ |
| 1988  | Washington Redskins | 9     | 6       | 208   | 114   | 54,8% | 1 730  | 18  | 13  | 85,2   |
| 1989  | Washington Redskins | 14    | 14      | 476   | 280   | 58,8% | 3 768  | 22  | 13  | 88,1   |
| 1990  | Washington Redskins | 10    | 10      | 304   | 166   | 54,6% | 2 070  | 16  | 11  | 78,4   |
| 1991  | Washington Redskins | 16    | 16      | 421   | 249   | 59,1% | 3 564  | 28  | 11  | 97,9   |
| 1992  | Washington Redskins | 16    | 16      | 479   | 269   | 56,2% | 3 282  | 13  | 17  | 71,7   |
| 1993  | Washington Redskins | 12    | 10      | 319   | 166   | 52,0% | 1 514  | 4   | 10  | 56,3   |
| 1994  | Cleveland Browns    | 6     | 3       | 128   | 59    | 46,1% | 694    | 4   | 3   | 63,7   |
| 1995  | St. Louis Rams      | 11    | 3       | 217   | 129   | 59,4% | 1 448  | 9   | 8   | 77,9   |
| 1996  | Philadelphia Eagles | 1     | 0       | 13    | 10    | 76,9% | 76     | 1   | 0   | 116,2  |
| 1997  | St. Louis Rams      | 5     | 0       | 39    | 19    | 48,7% | 270    | 0   | 2   | 50,2   |
| 2001  | Indianapolis Colts  | 4     | 0       | 9     | 5     | 55,6% | 57     | 0   | 0   | 74,8   |
| Total |                     | 104   | 78      | 2 613 | 1 466 | 56,1% | 18 473 | 115 | 88  | 78,9   |

Abraviações:

Ten= Passes tentados

Com= Passes Completados

TD= Touchdowns

Int= Interceptações